# Antiporus bakewellii
Antiporus bakewellii är en skalbaggsart som först beskrevs av Clark 1862.  Antiporus bakewellii ingår i släktet Antiporus och familjen dykare. Inga underarter finns listade i Catalogue of Life.